# Gallant Man
Gallant Man (1954-1988), est un cheval de course pur-sang américain. Né en Irlande, élevé par la famille Aga Khan, il est membre du Hall of Fame des courses américaines.   

## Carrière de course
Ce n'est pas banal pour un vainqueur classique américain sur le dirt : Gallant Man est né en Irlande, au haras de l'Aga Khan, et possède une origine européenne. Il aurait d'ailleurs pu rester sur le Vieux Continent si l'Américain Ralph Lowe, venu en Irlande faire ses emplettes, avait écouté son vétérinaire lui déconseillant d'intégrer au lot de neuf yearlings qu'il s'apprêtait à acquérir pour $ 200 000 ce petit poulain aux jambes suspectes. Mais Gallant Man traverse finalement l'Atlantique et arrive en Floride où est installé son futur entraîneur, John A. Nerud. Il débute toutefois en Californie, mais à la fin de sa campagne de 2 ans, difficile d'imaginer qu'on tient là le troisième larron d'un trio hors du commun qui fait de la génération 1954 l'une des plus brillantes de l'histoire, puisqu'y appartiennent pas moins de trois membres du Hall of Fame : Gallant Man donc, Bold Ruler et Round Table. Sept courses et trois victoires, les débuts de Gallant Man sont laborieux, mais il court en progrès et termine l'année 1956 par deux succès, sans se frotter pour autant aux meilleurs de ses contemporains.    
À 3 ans, Gallant Man se fait un nom en janvier, d'abord en dominant largement le très bon Gen. Duke, puis en s'offrant les Hibiscus Stakes, une des premières préparatoires pour la Triple Couronne. Le voilà lancé sur la route du Kentucky Derby, dont il devient l'un des favoris en dominant Bold Ruler dans les importants Wood Memorial Stakes. À cette occasion, il est monté pour la première fois par Bill Shoemaker, l'un des jockeys les plus en vue du circuit américain. À 26 ans, Shoemaker est un géant en devenir, il compte déjà un Kentucky Derby à son palmarès, mais l'une de ses plus célèbres prestations est une invraisemblable défaite dans ce même Derby, édition 1957. En selle sur Gallant Man (dont il a récupéré la monte à la suite de la suspension de son jockey habituel, Johnny Choquette), il monte une course parfaite et s'en va cueillir les lauriers de la victoire quand survient l'impensable : le jockey pourtant expérimenté, se relève quelques mètres avant la ligne d'arrivée qu'il pense avoir déjà franchie. Une erreur de débutant qui laisse le temps à l'outsider de glisser son nez devant le sien, tandis qu'à distance Round Table termine troisième devant un Bold Ruler qui n'a cessé de faire les bras à son jockey Eddie Arcaro.    
Laissant Bold Ruler s'imposer brillamment dans les Preakness Stakes, Gallant Man se venge de cette mésaventure dans les Belmont Stakes. C'est sans doute sa plus belle performance : non seulement il s'envole et laisse à 8 et 12 longueurs Inside Tract et un Bold Ruler peut-être limité en tenue, mais il pulvérise en 2'26"60 le record mondial des 2 400 mètres ; record qui tiendra jusqu'à la légendaire victoire de Secretariat dans cette même course en 1973. Gallant Man enchaîne alors les victoires à l'été et l'automne 1957, s'adjugeant également les Travers Stakes et la Jockey Club Gold Cup, faisant preuve d'une grande tenue dans cette épreuve disputée sur 3 200 mètres. Une défaite dans les Woodward Stakes, où il s'intercale entre Dedicate et Bold Ruler, vient à peine ternir le tableau, mais il semble acquis qu'il est le meilleur 3 ans de l'année. Encore faut-il confirmer cette suprématie face à Round Table, qu'il n'a plus croisé depuis le Derby mais qui, associé lui aussi à Shoemaker, a empilé les victoires en Californie puis sur la Côte Est. La question doit être tranchée pour de bon dans le Trenton Handicap, où Gallant Man (que choisit Shoemaker), Round Table et Bold Ruler se retrouvent sans autres adversaires. Surprise, c'est Bold Ruler qui l'emporte, nettement, devant Gallant Man et Round Table. C'est cette course qui décide du titre de Cheval de l'année, Bold Ruler récoltant 16 voix contre 9 pour Gallant Man et 4 pour Dedicate.   
En 1958, Gallant Man et Bold Ruler ne reverront plus Round Table, qui va poursuivre une immense carrière, impressionnante de longévité et de régularité. Eux se croisent deux fois au début de l'année : Bold Ruler domine Gallant Man dans le Carter Handicap, puis l'ordre s'inverse dans le Metropolitan Handicap. Gallant Man semble meilleur que jamais et enchaîne trois victoires à l'été, dont la Hollywood Gold Cup. Mais une blessure le contraint à se retirer de la compétition à l'automne. Bold Ruler lui aussi a mis un terme à sa carrière pour cause de blessure. Gallant Man ne recevra jamais aucun trophée de fin d'année : c'est l'ogre Round Table, qui court quasiment tous les quinze jours, empile les victoires et règne en maître sur le gazon, qui reçoit le titre suprême de cheval de l'année.  
Gallant Man sera honoré à titre posthume par une introduction au Hall of Fame des courses américaines en 1987, longtemps après Round Table (en 1972) et Bold Ruler (1973). Une préférence que l'on peut lire également dans la liste des 100 meilleurs chevaux de sport hippique américain du XXe siècle établie par le magazine Blood-Horse : Round Table est classé 17e, Bold Ruler 19e et Gallant Man 36e. 

### Résumé de carrière
| Date         | Hippodrome      | Pays        | Course                 | Distance    | Jockey       | Place       | Écart       | Vainqueur ou deuxième |
| 1956, 2 ans  | 1956, 2 ans     | 1956, 2 ans | 1956, 2 ans            | 1956, 2 ans | 1956, 2 ans  | 1956, 2 ans | 1956, 2 ans | 1956, 2 ans           |
| ------------ | --------------- | ----------- | ---------------------- | ----------- | ------------ | ----------- | ----------- | --------------------- |
| 18 mai       | Hollywood Park  | États-Unis  | Maiden                 | 1 000 m     | R. Trejos    | 10e / 11    | 11          | Furious profit        |
| 29 mai       | Hollywood Park  | États-Unis  | Maiden                 | 1 000 m     | A. Rivera    | 9e / 12     | 8 ¾         | Golden Notes          |
| 13 juin      | Hollywood Park  | États-Unis  | Maiden                 | 1 000 m     | A. Rivera    | 1er / 12    | 3/4         | Four Heels            |
| 11 juillet   | Hollywood Park  | États-Unis  | Allowance              | 1 100 m     | A. Rivera    | 6e / 12     | 7 ¼         | Golden One            |
| 3 octobre    | Belmont Park    | États-Unis  | Allowance              | 1 200 m     | J. Choquette | 9e / 12     | 10          | Asgard                |
| 17 octobre   | Belmont Park    | États-Unis  | Allowance              | 1 200 m     | R. Userry    | 1er / 12    | 3/4         | Discernment           |
| 25 décembre  | Turfway Park    | États-Unis  | Allowance              | 1 200 m     | J. Choquette | 1er / 9     | enc.        | Sunday Star           |
| 1957, 3 ans  |                 |             |                        |             |              |             |             |                       |
| 3 janvier    | Turfway Park    | États-Unis  | Allowance              | 1 200 m     | J. Choquette | 1er / 12    | 6           | Gen. Duke             |
| 19 janvier   | Hialeah Park    | États-Unis  | Hibiscus Stakes        | 1 200 m     | J. Choquette | 1er / 12    | 1/2         | Missile               |
| 30 janvier   | Hialeah Park    | États-Unis  | Bahamas Stakes         | 1 400 m     | J. Choquette | 4e / 11     | 7 ¾         | Bold Ruler            |
| 6 avril      | Jamaica         | États-Unis  | Swift Stakes           | 1 200 m     | J. Choquette | 4e / 7      | 1 ¾         | King Hairan           |
| 20 avril     | Jamaica         | États-Unis  | Wood Memorial Stakes   | 1 800 m     | W. Shoemaker | 2e / 7      | nez         | Bold Ruler            |
| 4 mai        | Churchill Downs | États-Unis  | Kentucky Derby         | 2 000 m     | W. Shoemaker | 2e / 9      | nez         | Iron Liege            |
| 1er juin     | Belmont Park    | États-Unis  | Peter Pan Handicap     | 1 800 m     | W. Shoemaker | 1er / 6     | 2 ½         | Promised Land         |
| 15 juin      | Belmont Park    | États-Unis  | Belmont Stakes         | 2 400 m     | W. Shoemaker | 1er / 6     | 8           | Inside Tract          |
| 6 août       | Saratoga        | États-Unis  | Allowance              | 1 400 m     | W. Shoemaker | 1er / 6     | 4           | Little Hermit         |
| 17 août      | Hialeah Park    | États-Unis  | Travers Stakes         | 2 000 m     | W. Shoemaker | 1er / 5     | 1/2         | Bureaucracy           |
| 18 septembre | Belmont Park    | États-Unis  | Nassau County Handicap | 1 800 m     | W. Shoemaker | 1er / 7     | enc.        | Dedicate              |
| 28 septembre | Belmont Park    | États-Unis  | Woodward Stakes        | 2 000 m     | W. Shoemaker | 2e / 4      | 2 ¼         | Dedicate              |
| 12 octobre   | Belmont Park    | États-Unis  | Jockey Club Gold Cup   | 3 200 m     | W. Shoemaker | 1er / 5     | 1           | Third Brother         |
| 9 novembre   | Garden State    | États-Unis  | Trenton Handicap       | 2 000 m     | W. Shoemaker | 2e / 3      | 2 ¼         | Bold Ruler            |
| 1958, 4 ans  |                 |             |                        |             |              |             |             |                       |
| 30 mai       | Belmont Park    | États-Unis  | Carter Handicap        | 1 400 m     | W. Shoemaker | 3e / 9      | 3           | Bold Ruler            |
| 14 juin      | Belmont Park    | États-Unis  | Metropolitan Handicap  | 1 600 m     | W. Shoemaker | 1er / 10    | 2           | Bold Ruler            |
| 12 juillet   | Hollywood Park  | États-Unis  | Hollywood Gold Cup     | 2 000 m     | W. Shoemaker | 1er / 5     | 1/2         | Eddie Schmidt         |
| 22 juillet   | Hollywood Park  | États-Unis  | Sunset Handicap        | 2 600 m     | W. Shoemaker | 1er / 6     | 4           | Eddie Schmidt         |
| 6 septembre  | Belmont Park    | États-Unis  | Sysonby Handicap       | 1 600 m     | E. Arcaro    | 5e / 7      | 4 ½         | Cohoes                |

## Au haras
Gallant Man effectue sa carrière d'étalon au grand haras de Spendthrift, dans le Kentucky. Il y produit 52 vainqueurs de stakes, c'est-à-dire de courses principales. Il est le père d'une championne, Gallant Bloom, elle-même membre du Hall of Fame et sacrée championne de sa génération à 2 et 3 ans. Gallant Man excella aussi en tant que père de mère, l'une de ses filles donnant par exemple Genuine Risk, l'une des trois pouliches ayant réussi l'exploit de remporter le Kentucky Derby.
Mis à la retraite en 1981, Gallant Man est euthanasié en septembre 1988, pour mettre un terme à ses souffrances dues à de multiples pathologies. Il avait alors atteint l'âge canonique de 34 ans. 

## Origines
Pour un champion américain, Gallant Man a des origines plus qu'atypiques, puisqu'il est un pur produit de l'élevage Aga Khan. Son père, Migoli, apporta un premier Prix de l'Arc de Triomphe à la casaque princière en 1948 et fut importé aux États-Unis quand celui qui reste son meilleur produit s'y est fait un nom. 
L'ascendance maternelle de Gallant Man est remarquable. Sa mère, Majideh, fut la championne classique de sa génération en Angleterre puisqu'elle réussit en 1942 le doublé 1000 Guinées / Oaks. Au haras, elle a également donné Mahallat (par Nearco), placée des Prix Minerve et de Royaumont. Majideh était elle-même issue d'une championne, la rapide Qurrat al-Ain, lauréate des Queen Mary Stakes et des Coronation Stakes, placée dans les Cheveley Park Stakes, la July Cup et les Nassau Stakes, mais qui n'eut pas d'autre descendance notable. Qurrat al-Ain était la sœur de Royal Minstrel, un champion polyvalent qui remporta les St. James's Palace Stakes, les Cork and Orrey Stakes, les Eclipse Stakes et se classa deuxième des 2000 Guinées, des Eclipse Stakes, des Sussex Stakes, de la July Cup et des Nunthorpe Stakes.
Enfin, on note dans le pedigree de Gallant Man un inbreeding très serré (3x3) sur la poulinière Mah Mahal, et donc en 4x4 sur la mère de celle-ci, la légendaire Mumtaz Mahal. 

### Pedigree
| Origines de Gallant Man (IRE), mâle bai foncé né en 1954 | Origines de Gallant Man (IRE), mâle bai foncé né en 1954 | Origines de Gallant Man (IRE), mâle bai foncé né en 1954 | Origines de Gallant Man (IRE), mâle bai foncé né en 1954 |
| -------------------------------------------------------- | -------------------------------------------------------- | -------------------------------------------------------- | -------------------------------------------------------- |
| Père Migoli                                              | Bois Roussel                                             | Vatout                                                   | Prince Chimay                                            |
| Père Migoli                                              | Bois Roussel                                             | Vatout                                                   | Vasthi                                                   |
| Père Migoli                                              | Bois Roussel                                             | Plucky Liege                                             | Spearmint                                                |
| Père Migoli                                              | Bois Roussel                                             | Plucky Liege                                             | Concertina                                               |
| Père Migoli                                              | Mah Iran                                                 | Bahram                                                   | Blandford                                                |
| Père Migoli                                              | Mah Iran                                                 | Bahram                                                   | Friar's Daughter                                         |
| Père Migoli                                              | Mah Iran                                                 | Mah Mahal                                                | Gainsborough                                             |
| Père Migoli                                              | Mah Iran                                                 | Mah Mahal                                                | Mumtaz Mahal                                             |
| Mère Majideh                                             | Mahmoud                                                  | Blenheim                                                 | Blandford                                                |
| Mère Majideh                                             | Mahmoud                                                  | Blenheim                                                 | Malva                                                    |
| Mère Majideh                                             | Mahmoud                                                  | Mah Mahal                                                | Gainsborough                                             |
| Mère Majideh                                             | Mahmoud                                                  | Mah Mahal                                                | Mumtaz Mahal                                             |
| Mère Majideh                                             | Qurrat al-Ain                                            | Buchan                                                   | Sunstar                                                  |
| Mère Majideh                                             | Qurrat al-Ain                                            | Buchan                                                   | Hamoaze                                                  |
| Mère Majideh                                             | Qurrat al-Ain                                            | Harpsichord                                              | Louvois                                                  |
| Mère Majideh                                             | Qurrat al-Ain                                            | Harpsichord                                              | Golden Harp (famille 5-e)                                |